# Kim Yong-il (politico)
Kim Yong-il (김영일?, 金英日?, Kim Yŏng-ilLR) (Hamgyŏng Meridionale, 2 maggio 1944) è un politico nordcoreano.
È stato primo ministro del suo paese dal 2007 al 2010.
Kim Yong-il cominciò la sua carriera nell'Esercito popolare coreano, in cui servì dal 1960 al 1969, quando si diplomò come ufficiale di navigazione all'Università del Trasporto marino di Rajin. Nei successivi 14 anni lavorò come istruttore e poi come vicedirettore di un ufficio del Ministero della Terra e del Trasporto marino, divenendo ministro nel 1994.
L'11 aprile 2007 venne eletto dall'Assemblea popolare suprema primo ministro del Governo della Repubblica popolare democratica di Corea succedendo a Pak Pong-ju. Pur essendo capo del governo, era sottoposto a Kim Jong-il, presidente della Commissione di Difesa Nazionale. Si occupò in particolare di affari economici e del miglioramento delle infrastrutture nordcoreane.
Il 7 giugno 2010 fu sostituito da Choe Yong-rim, apparentemente per via del fallimento della riforma della valuta, almeno secondo quanto affermato dal quotidiano sudcoreano Chosun Ilbo.